# اختزال (صرف)
الاختزال (بالإنجليزية: Clipping أو truncation أو shortening)‏ في علم الصرف هو تقليص الكلمة إلى أحد أجزائها. يختلف القص عن عملية التكوين العكسي في كون الثانية ينتج عنها قسم كلام مُختلف عن الكلمة الأصل. القص يكون في أربعة أنواع وضعتها عالمة اللسانيات الروسية إرينا آرنولد، وهي القص الابتدائي، أو الالأفرسس (بالإنگليزية: aphaeresis)، القص الوسطي، أو السينكوپي، القص النهائي، أو الأپوكوپي، والاختزال المركب [الإنجليزية].